# Blahodatne, Bârzula
Blahodatne (în ucraineană Благодатне) este un sat în comuna Ananiev din raionul Bârzula, regiunea Odesa, Ucraina.

## Demografie
Componența lingvistică a localității Blahodatne
     Ucraineană (100%)
Conform recensământului din 2001, toată populația localității Blahodatne era vorbitoare de ucraineană (100%).